# Caribbean Premier League 2016
Die Caribbean Premier League 2016 war die vierte Saison dieser Twenty20-Meisterschaft und fand vom 29. Juni bis zum 7. August 2016 statt. Neben den Cricketstadien in der Karibik wurden zum ersten Mal auch sechs Matches in Lauderhill in den Vereinigten Staaten ausgetragen. Sieger waren die Jamaica Tallawahs, die sich im Finale im Warner Park mit 9 Wickets gegen die Guyana Amazon Warriors durchsetzten.

## Franchises und Stadien
In dieser Saison nahmen sechs Franchises an dem Turnier teil. Neben deren Heimstadien fanden sechs Vorrundenspiele in Lauderhill in den USA statt.
| Franchise                   | Heimstadion                   | Stadt         | Land                | Kapazität |
| --------------------------- | ----------------------------- | ------------- | ------------------- | --------- |
| Barbados Tridents           | Kensington Oval               | Bridgetown    | Barbados            | 28.000    |
| Guyana Amazon Warriors      | Providence Stadium            | Georgetown    | Guyana              | 15.000    |
| Jamaica Tallawahs           | Sabina Park                   | Kingston      | Jamaika             | 20.000    |
| St Kitts and Nevis Patriots | Warner Park                   | Basseterre    | St. Kitts und Nevis | 10.000    |
| St Lucia Zouks              | Darren Sammy Stadium          | Gros Islet    | Saint Lucia         | 15.000    |
| Trinbago Knight Riders      | Queen’s Park Oval             | Port of Spain | Trinidad und Tobago | 20.000    |
|                             | Central Broward Regional Park | Lauderhill    | USA                 | 20.000    |

## Format
In der Vorrunde bestritt jedes der sechs Teams gegen jedes andere jeweils zwei Spiele. Gegen vier Gruppengegner wurde jeweils ein Heim- und Auswärtsspiel absolviert, während gegen den Verbliebenen Gegner zwei Spiele auf neutralem Platz stattfanden. Für einen Sieg gab es zwei Punkte, für ein Unentschieden oder No Result einen. Die vier Bestplatzierten der Gruppe qualifizierten sich dann für die im Page-Playoff-System ausgetragenen Play-offs.

## CPL-Auktion
Die Caribbean Premier League Auction fand am 11. Februar 2016 auf Barbados statt. Im Gegensatz zu anderen Sportarten existiert kein Ligabetrieb, wo man ab- oder aufsteigen kann. Jede Saison beginnt von neuem. Dazu können die Franchises vor dem Start der Liga Spieler unter Vertrag nehmen. Ab diesem Jahr durften die Teams jeweils 3 Spieler vor der Auktion unter Vertrag nehmen. Dies sind meist Topspieler. Jedes Team besteht aus 17 Spielern. Dabei darf jedes Team für alle Spieler des Teams 780.000 US$ ausgeben. Im März wurde bekannt, dass während der Saison die West Indies eine Test-Serie gegen Indien absolvieren. Da diese Terminierung absehbar war, wurden 15 Spieler die vertraglich für die Tests vorgesehen sind von der Auktion ausgeschlossen.

## Turnier
Tabelle
| Teams                       | Sp. | S | N | NR | P  | RR     |
| --------------------------- | --- | - | - | -- | -- | ------ |
| Guyana Amazon Warriors      | 10  | 7 | 3 | 0  | 14 | +0.120 |
| Jamaica Tallawahs           | 10  | 6 | 3 | 1  | 13 | +0.704 |
| St Lucia Zouks              | 10  | 6 | 4 | 0  | 12 | +0.336 |
| Trinbago Knight Riders      | 10  | 5 | 5 | 0  | 10 | −0.065 |
| Barbados Tridents           | 10  | 3 | 6 | 1  | 7  | −0.267 |
| St Kitts and Nevis Patriots | 10  | 2 | 8 | 0  | 4  | −0.772 |

Spiele
| 29. Juni Scorecard | Port of Spain | Trinbago Knight Riders 162-6 (20)    | – | St Lucia Zouks 164-4 (19.1) |
|                    |               | St Lucia Zouks gewinnt mit 6 Wickets |   |                             |

| 30. Juni Scorecard | Basseterre | St Kitts and Nevis Patriots 164-9 (20)   | – | Guyana Amazon Warriors 165-6 (19.5) |
|                    |            | Guyana Amazon Warriors gewinnt 4 Wickets |   |                                     |

| 1. Juli Scorecard | Port of Spain | Trinbago Knight Riders 170-5 (20)          | – | Barbados Tridents 159-8 (20) |
|                   |               | Trinbago Knight Riders gewinnt mit 11 Runs |   |                              |

| 2. Juli Scorecard | Basseterre | Jamaica Tallawahs 153-7 (20)         | – | St Kitts and Nevis Patriots 148-7 (20) |
|                   |            | Jamaica Tallawahs gewinnt mit 5 Runs |   |                                        |

| 2. Juli Scorecard | Port of Spain | Trinbago Knight Riders 162-5 (20)            | – | Guyana Amazon Warriors 166-4 (19.2) |
|                   |               | Guyana Amazon Warriors gewinnt mit 6 Wickets |   |                                     |

| 3. Juli Scorecard | Basseterre | St Kitts and Nevis Patriots 203-7 (20)          | – | St Lucia Zouks 145-5 (20) |
|                   |            | St Kitts and Nevis Patriots gewinnt mit 58 Runs |   |                           |

| 4. Juli Scorecard | Port of Spain | Trinbago Knight Riders 191-4 (20)       | – | Jamaica Tallawahs 192-3 (18.2) |
|                   |               | Jamaica Tallawahs gewinnt mit 7 Wickets |   |                                |

| 5. Juli Scorecard | Basseterre | St Kitts and Nevis Patriots 162-8 (20)  | – | Barbados Tridents 166-3 (18.4) |
|                   |            | Barbados Tridents gewinnt mit 7 wickets |   |                                |

| 7. Juli Scorecard | Georgetown | Jamaica Tallawahs 100 (18)                   | – | Guyana Amazon Warriors 101-3 (18) |
|                   |            | Guyana Amazon Warriors gewinnt mit 7 Wickets |   |                                   |

| 9. Juli Scorecard | Georgetown | St Kitts and Nevis Patriots 108-8 (20)   | – | Guyana Amazon Warriors 109-6 (16.2) |
|                   |            | Guyana Amazon Warriors gewinnt 4 Wickets |   |                                     |

| 10. Juli Scorecard | Georgetown | Trinbago Knight Riders 151-4 (20)         | – | Guyana Amazon Warriors 144-9 (20) |
|                    |            | Trinbago Knight Riders gewinnt mit 7 Runs |   |                                   |

| 11. Juli Scorecard | Bridgetown | Barbados Tridents | – | Jamaica Tallawahs |
|                    |            | No Result         |   |                   |

| 12. Juli Scorecard | Georgetown | St Lucia Zouks 138-6 (20)                    | – | Guyana Amazon Warriors 139-2 (17.2) |
|                    |            | Guyana Amazon Warriors gewinnt mit 8 Wickets |   |                                     |

| 13. Juli Scorecard | Bridgetown | Barbados Tridents 180-6 (20)          | – | St Kitts and Nevis Patriots 155-8 (20) |
|                    |            | Barbados Tridents gewinnt mit 25 Runs |   |                                        |

| 15. Juli Scorecard | Kingston | Guyana Amazon Warriors 128-6 (20)   | – | Jamaica Tallawahs 132-5 (15.5) |
|                    |          | Jamaica Tallawahs gewinnt 5 Wickets |   |                                |

| 16. Juli Scorecard | Bridgetown | Barbados Tridents 172-4 (20)                 | – | Trinbago Knight Riders 173-3 (17.4) |
|                    |            | Trinbago Knight Riders gewinnt mit 7 Wickets |   |                                     |

| 16. Juli Scorecard | Kingston | Jamaica Tallawahs 183-6 (20)           | – | St Kitts and Nevis Patriots 75-10 (15.5) |
|                    |          | Jamaica Tallawahs gewinnt mit 108 Runs |   |                                          |

| 17. Juli Scorecard | Bridgetown | Barbados Tridents 173-5 (20)          | – | St Lucia Zouks 148-8 (20) |
|                    |            | Barbados Tridents gewinnt mit 25 Runs |   |                           |

| 18. Juli Scorecard | Kingston | Jamaica Tallawahs 158-7 (20)          | – | Trinbago Knight Riders 139-9 (20) |
|                    |          | Jamaica Tallawahs gewinnt mit 19 Runs |   |                                   |

| 20. Juli Scorecard | Kingston | Jamaica Tallawahs 195-5 (18/18)                    | – | Barbados Tridents 159 (17.4/18) |
|                    |          | Jamaica Tallawahs gewinnt mit 36 Runs (D/L method) |   |                                 |

| 21. Juli Scorecard | Gros Islet | St Lucia Zouks 174-9 (20) | – | St Kitts and Nevis Patriots 139-9 (20) |
|                    |            | St Lucia Zouks            |   |                                        |

| 23. Juli Scorecard | Gros Islet | Barbados Tridents 137-8 (20/19)                   | – | St Lucia Zouks 131-3 (16.3) |
|                    |            | St Lucia Zouks gewinnt mit 7 Wickets (D/L method) |   |                             |

| 24. Juli Scorecard | Gros Islet | Guyana Amazon Warriors 159-5 (20)    | – | St Lucia Zouks 162-1 (16.1) |
|                    |            | St Lucia Zouks gewinnt mit 9 Wickets |   |                             |

| 26. Juli Scorecard | Gros Islet | St Lucia Zouks 167-6 (20)                    | – | Trinbago Knight Riders 168-7 (19) |
|                    |            | Trinbago Knight Riders gewinnt mit 3 Wickets |   |                                   |

| 28. Juli Scorecard | Lauderhill | Barbados Tridents 142-7 (20)                 | – | Guyana Amazon Warriors 143-4 (18.2) |
|                    |            | Guyana Amazon Warriors gewinnt mit 6 Wickets |   |                                     |

| 29. Juli Scorecard | Lauderhill | St Kitts and Nevis Patriots 180-5 (20)          | – | Trinbago Knight Riders 146 (18) |
|                    |            | St Kitts and Navis Patriots gewinnt mit 34 Runs |   |                                 |

| 30. Juli Scorecard | Lauderhill | St Lucia Zouks 206-3 (20)          | – | Jamaica Tallawahs 143-8 (20) |
|                    |            | St Lucia Zouks gewinnt mit 63 Runs |   |                              |

| 30. Juli Scorecard | Lauderhill | Barbados Tridents 158-6 (20)                 | – | Guyana Amazon Warriors 161-4 (19.3) |
|                    |            | Guyana Amazon Warriors gewinnt mit 6 Wickets |   |                                     |

| 31. Juli Scorecard | Lauderhill | St Kitts and Nevis Patriots 137-6 (20)       | – | Trinbago Knight Riders 138-2 (17) |
|                    |            | Trinbago Knight Riders gewinnt mit 8 Wickets |   |                                   |

| 31. Juli Scorecard | Lauderhill | St Lucia Zouks 194-3 (20)          | – | Jamaica Tallawahs 177-6 (20) |
|                    |            | St Lucia Zouks gewinnt mit 17 Runs |   |                              |

## Playoffs

### Spiel 1
| 3. August Scorecard | Basseterre | Jamaica Tallawahs 146-8 (20)                 | – | Guyana Amazon Warriors 150-6 (19.4) |
|                     |            | Guyana Amazon Warriors gewinnt mit 4 Wickets |   |                                     |

### Spiel 2
| 4. August Scorecard | Basseterre | St Lucia Zouks 164-8 (20)                    | – | Trinbago Knight Riders 165-5 (18.3) |
|                     |            | Trinbago Knight Riders gewinnt mit 5 Wickets |   |                                     |

### Spiel 3
| 5. August Scorecard | Basseterre | Jamaica Tallawahs 195-7 (20)                       | – | Trinbago Knight Riders 110-7 (12/12) |
|                     |            | Jamaica Tallawahs gewinnt mit 19 Runs (D/L method) |   |                                      |

### Finale
| 7. August Scorecard | Basseterre | Guyana Amazon Warriors 93 (16.1)        | – | Jamaica Tallawahs 95-1 (12.5) |
|                     |            | Jamaica Tallawahs gewinnt mit 9 Wickets |   |                               |